# Acanthodactylus haasi
Acanthodactylus haasi este o specie de șopârle din genul Acanthodactylus, familia Lacertidae, ordinul Squamata, descrisă de Alan E. Leviton și Anderson 1967. A fost clasificată de IUCN ca specie cu risc scăzut. Conform Catalogue of Life specia Acanthodactylus haasi nu are subspecii cunoscute.